# Nombre pyramidal hexagonal
En arithmétique géométrique, un nombre pyramidal hexagonal est un nombre figuré représenté par une pyramide de base hexagonale, dont chaque couche représente un nombre hexagonal. Pour tout entier n ≥ 1, le n-ième nombre pyramidal hexagonal, somme des n premiers nombres hexagonaux, est donc
Les dix premiers sont 1, 7, 22, 50, 95, 161, 252, 372, 525 et 715.